# Bundesvision Song Contest 2006
Der 2. Bundesvision Song Contest fand am 9. Februar 2006 in der Mittelhessen-Arena in Wetzlar statt. Die Show wurde von Stefan Raab und Janin Reinhardt moderiert. Co-Moderator war Elton.
Die zweite Ausgabe des Wettbewerbs gewann die Gruppe Seeed mit dem Beitrag Ding für Berlin, auf den weiteren Plätzen folgten die Pop-Rockgruppe Revolverheld aus Bremen und die Mittelalter-Rockband In Extremo aus Thüringen. 14 von 16 Ländern vergaben bei der Abstimmung an sich selbst 12 Punkte. Nicht die höchste Punktzahl gaben sich Sachsen mit 10 Punkten und Nordrhein-Westfalen mit 5 Punkten.
Die Show wurde von durchschnittlich 2,48 Millionen Zuschauern gesehen (9,1 % Marktanteil). In der werberelevanten Zielgruppe der 14- bis 49-Jährigen konnten 2,14 Millionen Zuschauer gemessen werden (18,3 % Marktanteil).

## Teilnehmer
| Platz | Startnr. | Repräsentiertes Land   | Interpret                                       | Herkunft der Teilnehmer                          | Lied Komponisten | Punkte |
| ----- | -------- | ---------------------- | ----------------------------------------------- | ------------------------------------------------ | --- | ------ |
| 1.    | 16       | Berlin                 | Seeed                                           | Berlin                                           | Ding Based, Boundzound, David Conen, Dellé, Peter Fox, DJ Illvibe, Rüdiger Kusserow                                        | 151    |
| 2.    | 14       | Bremen                 | Revolverheld                                    | Hamburg und Bremen                               | Freunde bleiben Niels Grötsch, Kristoffer Hünecke, Johannes Strate                                                         | 136    |
| 3.    | 06       | Thüringen              | In Extremo                                      | Berlin und Thüringen                             | Liam Sebastian Oliver Lange, Kay Lutter, Boris Pfeiffer, Michael Robert Rhein, André Strugala, Marco Ernst-Felix Zorzytzky | 134    |
| 4.    | 15       | Hessen                 | Nadja Benaissa                                  | Hessen                                           | Ich hab’ dich Nadja Benaissa, Tino Oac                                                                                     | 104    |
| 5.    | 12       | Hamburg                | Olesoul                                         | Hamburg                                          | Hamburg & Cologne Marcus Brosch, Ole Feddersen                                                                             | 070    |
| 6.    | 02       | Niedersachsen          | Marlon                                          | Berlin                                           | Was immer du willst Anja Krabbe, Finn Martin                                                                               | 059    |
| 7.    | 10       | Bayern                 | TipTop mit Peter Brugger (Sportfreunde Stiller) | Bayern                                           | TipTop Beau Frost, Olli Parton                                                                                             | 053    |
| 8.    | 13       | Mecklenburg-Vorpommern | Pyranja                                         | Mecklenburg-Vorpommern                           | Nie wieder Anja Käckenmeister, Roman Preylowski                                                                            | 050    |
| 9.    | 04       | Baden-Württemberg      | Massive Töne                                    | Baden-Württemberg                                | Mein Job Joao dos Santos, Emile Haynie, Jean-Christoph Ritter                                                              | 047    |
| 10.   | 09       | Brandenburg            | Diane                                           | Berlin                                           | Hast du kurz Zeit? Andreas Ebsen, Diane Weigmann                                                                           | 035    |
| 11.   | 11       | Schleswig-Holstein     | TempEau mit Jan Plewka (Selig)                  | Schleswig-Holstein und Hamburg                   | Schöner Tag Stephan Eggert, Marek Harloff, Jan Plewka                                                                      | 026    |
| 12.   | 07       | Rheinland-Pfalz        | 200 Sachen                                      | Hessen                                           | Sekt zum Frühstück Katja Aujesky, Fabian Weller                                                                            | 018    |
| 13.   | 03       | Saarland               | Reminder                                        | Saarland                                         | Augen zu (und rein) Matthias Bier, Thomas Gödel, Sascha Lengert, Michael Ludes                                             | 017    |
| 14.   | 05       | Sachsen-Anhalt         | Toni Kater                                      | Sachsen-Anhalt                                   | Liebe ist Toni Kater | 012    |
| 15.   | 08       | Sachsen                | Die Raketen mit Lexy (Lexy & K-Paul)            | Berlin und Sachsen                               | Popsong Keith Levene, John Lydon, Martin Atkins                                                                            | 010    |
| 16.   | 01       | Nordrhein-Westfalen    | AK4711                                          | Berlin, Hamburg, Belgien und Nordrhein-Westfalen | Kein schönerer Land Anja Krabbe, Arezu Weitholz                                                                            | 06     |

Farblegende:  – Herkunftsland des Künstlers entspricht nicht (oder nur zum Teil) dem Land, welches er repräsentiert.

## Punktetabelle
| Nordrhein-Westfalen    | 6   | 5  |    |    |    |    |    |    |    |    |    |    | 1  |    |    |    |    |
| Niedersachsen          | 59  | 4  | 12 | 1  | 3  | 5  | 5  | 1  | 2  | 3  | 3  | 1  | 3  | 3  | 5  | 3  | 5  |
| Saarland               | 17  |    |    | 12 |    |    |    | 5  |    |    |    |    |    |    |    |    |    |
| Baden-Württemberg      | 47  | 2  | 4  | 4  | 12 |    | 4  | 3  |    | 1  | 5  | 3  | 2  |    | 2  | 4  | 1  |
| Sachsen-Anhalt         | 12  |    |    |    |    | 12 |    |    |    |    |    |    |    |    |    |    |    |
| Thüringen              | 134 | 8  | 7  | 7  | 8  | 10 | 12 | 8  | 12 | 8  | 8  | 7  | 6  | 7  | 8  | 8  | 10 |
| Rheinland-Pfalz        | 18  |    |    |    | 1  |    |    | 12 |    |    |    |    |    |    |    | 5  |    |
| Sachsen                | 10  |    |    |    |    |    |    |    | 10 |    |    |    |    |    |    |    |    |
| Brandenburg            | 35  |    | 1  |    |    | 3  | 2  |    | 4  | 12 | 1  |    |    | 5  |    | 1  | 6  |
| Bayern                 | 53  | 3  | 3  | 2  | 4  | 2  | 6  | 2  | 5  | 4  | 12 | 2  |    | 2  | 1  | 2  | 3  |
| Schleswig-Holstein     | 26  |    |    | 3  |    |    |    |    |    |    |    | 12 | 7  | 1  | 3  |    |    |
| Hamburg                | 70  | 6  | 5  | 5  | 5  | 1  | 3  | 4  | 1  | 2  | 4  | 6  | 12 | 4  | 4  | 6  | 2  |
| Mecklenburg-Vorpommern | 50  | 1  | 2  |    | 2  | 4  | 1  |    | 3  | 5  | 2  | 4  | 4  | 12 | 6  |    | 4  |
| Bremen                 | 136 | 10 | 10 | 8  | 7  | 8  | 10 | 7  | 7  | 7  | 7  | 10 | 10 | 8  | 12 | 7  | 8  |
| Hessen                 | 104 | 7  | 6  | 6  | 6  | 6  | 7  | 6  | 6  | 6  | 6  | 5  | 5  | 6  | 7  | 12 | 7  |
| Berlin                 | 151 | 12 | 8  | 10 | 10 | 7  | 8  | 10 | 8  | 10 | 10 | 8  | 8  | 10 | 10 | 10 | 12 |

## Chartplatzierungen
| Jahr | Titel Album                        | Höchstplatzierung, Gesamtwochen, AuszeichnungChartplatzierungen (Jahr, Titel, Album, Platzierungen, Wochen, Auszeichnungen, Anmerkungen, Künstler / Repräsentiertes Land) | Höchstplatzierung, Gesamtwochen, AuszeichnungChartplatzierungen (Jahr, Titel, Album, Platzierungen, Wochen, Auszeichnungen, Anmerkungen, Künstler / Repräsentiertes Land) | Höchstplatzierung, Gesamtwochen, AuszeichnungChartplatzierungen (Jahr, Titel, Album, Platzierungen, Wochen, Auszeichnungen, Anmerkungen, Künstler / Repräsentiertes Land) | Anmerkungen                                                   | Künstler Repräsentiertes Land  |
| Jahr | Titel Album                        | DE | AT | CH | Anmerkungen                                                   | Künstler Repräsentiertes Land  |
| ---- | ---------------------------------- | --- | --- | --- | ------------------------------------------------------------- | ------------------------------ |
| 2006 | Ding Next!                         | DE5 Gold · (26 Wo.)DE | AT4 (32 Wo.)AT | CH27 (19 Wo.)CH | BuViSoCo 2006: Platz 1 Erstveröffentlichung: 10. Februar 2006 | Seeed Berlin                   |
| 2006 | Freunde bleiben Revolverheld       | DE14 (14 Wo.)DE | AT13 (15 Wo.)AT | CH51 (4 Wo.)CH | BuViSoCo 2006: Platz 2 Erstveröffentlichung: 3. Februar 2006  | Revolverheld Bremen            |
| 2006 | Liam Mein rasend Herz              | DE51 (5 Wo.)DE | — | — | BuViSoCo 2006: Platz 3 Erstveröffentlichung: 3. Februar 2006  | In Extremo Thüringen           |
| 2006 | Ich hab’ dich Schritt für Schritt  | DE36 (4 Wo.)DE | — | — | BuViSoCo 2006: Platz 4 Erstveröffentlichung: 10. Februar 2006 | Nadja Benaissa Hessen          |
| 2006 | Hamburg & Cologne –                | DE76 (2 Wo.)DE | — | — | BuViSoCo 2006: Platz 5                                        | Olesoul Hamburg                |
| 2006 | Was immer du willst Herzschlag     | DE17 (9 Wo.)DE | AT42 (5 Wo.)AT | CH79 (3 Wo.)CH | BuViSoCo 2006: Platz 6                                        | Marlon Niedersachsen           |
| 2006 | TipTop                             | DE15 (9 Wo.)DE | AT39 (6 Wo.)AT | CH64 (5 Wo.)CH | BuViSoCo 2006: Platz 7                                        | TipTop Bayern                  |
| 2006 | Nie wieder Laut & Leise            | DE87 (1 Wo.)DE | — | — | BuViSoCo 2006: Platz 8                                        | Pyranja Mecklenburg-Vorpommern |
| 2006 | Mein Job Zurück in die Zukunft     | DE78 (4 Wo.)DE | — | — | BuViSoCo 2006: Platz 9                                        | Massive Töne Baden-Württemberg |
| 2006 | Schöner Tag Kein Weg zurück        | DE77 (1 Wo.)DE | — | — | BuViSoCo 2006: Platz 11                                       | TempEau Schleswig-Holstein     |
| 2006 | Sekt zum Frühstück Reich und schön | DE73 (4 Wo.)DE | — | — | BuViSoCo 2006: Platz 12                                       | 200 Sachen Rheinland-Pfalz     |
| 2006 | Liebe ist Futter                   | DE90 (1 Wo.)DE | — | — | BuViSoCo 2006: Platz 14                                       | Toni Kater Sachsen-Anhalt      |
| 2006 | Popsong –                          | DE93 (2 Wo.)DE | — | — | BuViSoCo 2006: Platz 15                                       | Die Raketen Sachsen            |